# Mura dell'Aquila
Le mura dell'Aquila costituiscono l'antica cerchia della città e rappresentano il confine del suo centro storico.
Edificate a partire dal XIII secolo, ed in buona parte conservate ancora oggi, mantengono pressappoco la forma originale nonostante le numerose modifiche dovute a crolli (causati dai frequenti terremoti) e sventramenti di carattere urbanistico. Si estendono per oltre 5,5 km inglobando un'area di circa 157 ettari destinata a contenere decine di migliaia di abitanti.

## Storia

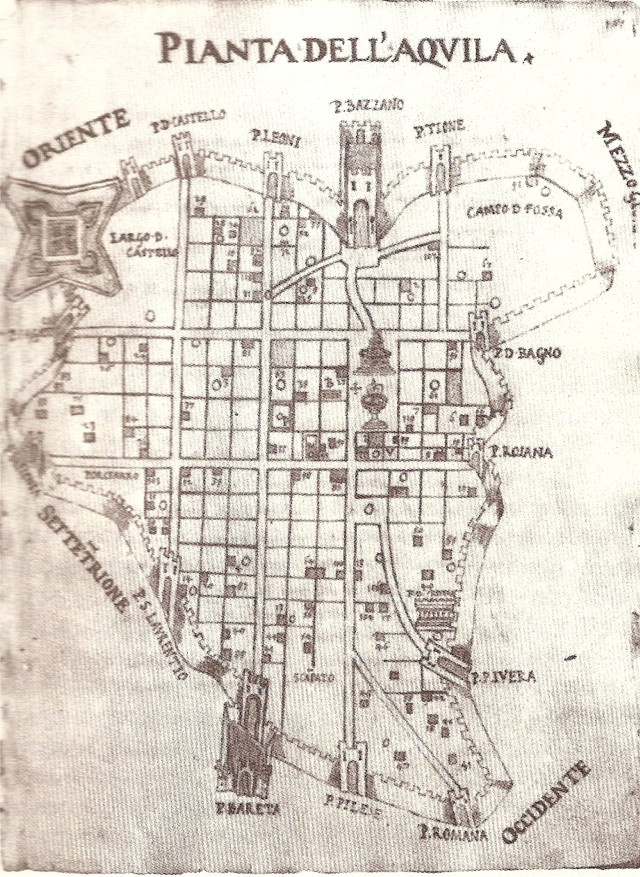
La pianta del Fonticulano (1575) con evidenziata la cinta muraria e 14 porte, di cui una senza nome.

La prima edificazione delle mura avvenne probabilmente già in seguito alla prima fondazione dell'Aquila ma non bastò ad evitare la distruzione della città da parte di Manfredi nel 1259. Dopo la ricostruzione angioina, nel 1270 si procedette alla realizzazione di una nuova cinta muraria ad opera di Lucchesino da Firenze, cui si deve anche la suddivisione dell'Aquila in quattro rioni storici per meglio facilitarne l'opera di fondazione; la realizzazione si può ritenere conclusa già nel 1316, epoca in cui era Capitano di Città Leone di Cecco da Cascia, come testimoniato dalla lapide presente su Porta Barete, e rappresenta la consacrazione dell'impianto urbanistico angioino con il percorso principale est-ovest tagliato all'altezza dei Quattro Cantoni da un percorso secondario posto sulla direttrice nord-sud.
Anton Ludovico Antinori, nella sua opera Cronache aquilane, descrive le mura come «alte cinque canne, larghe ben sei palmi con 86 torrioni e dodici porte che poi furono ridotte a quattro». Le quattro porte principali, poste all'estremità del percorso longitudinale e di quello trasversale interno alla città, sono verosimilmente Porta Barete (o di Lavareto) ad ovest, Porta Paganica a nord, Porta Bazzano ad est e Porta Rivera a sud; intorno a questi quattro poli si stabilizzerà l'impianto urbanistico cittadino con la struttura a quattro Quarti e la suddivisione in locali, ciascuno dei quali collegiato ad un castello di riferimento.
Le porte rivestiranno particolare importanza perché permetteranno alla nuova città di rapportarsi direttamente con il suo contado. Tra il XIII ed il XVI secolo vennero realizzati nuovi sbocchi in corrispondenza dei principali assi viari, pur limitando al massimo l'accessibilità dall'esterno e di conseguenza la difendibilità dell'Aquila. In questo modo, nel quattrocento, la cinta muraria riuscirà a reggere alle numerose incursioni nemiche ed ai lunghi assedi, compreso quello celebre condotto da Fortebraccio tra il 1423 ed il 1424, durato oltre un anno e conclusosi con la vittoria aquilana.
Nel XVI secolo la dominazione spagnola cambiò gli equilibri del territorio separando definitivamente la città dal contado, con quest'ultimo che spartito in feudi venne dato in possesso a capitani dell'esercito imperiale, e contribuendo alla perdita d'importanza delle porte urbiche. Sempre l'Antinori scriverà che di lì in avanti «col nome d'Aquila non si intenderà che le mura stesse nelle quali è situata e recinta la città». Gli spagnoli porteranno a termine anche un'altra operazione che risulterà importante per il futuro della città: tra il 1534 ed il 1567 costringeranno la cittadinanza alla distruzione di un intero quartiere, e del relativo tratto di cinta muraria, in corrispondenza dei locali di Paganica e Tempera per la realizzazione del Forte spagnolo che causerà anche la chiusura di Porta Barisciano (poi sostituita con Porta Castello) e la sua successiva demolizione.

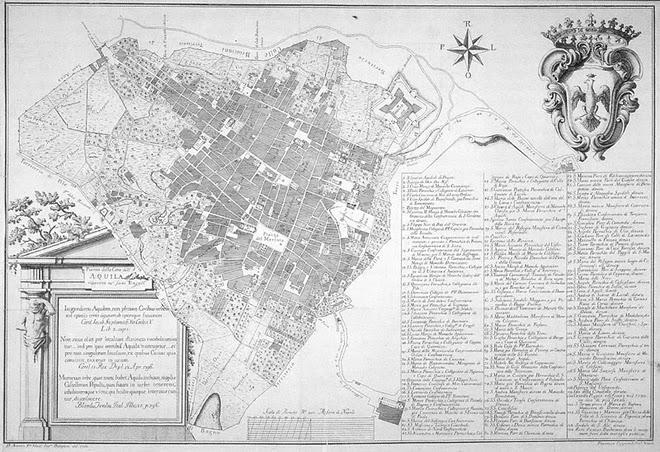
La pianta del Vandi (1753) mette in evidenzia gli assi viari e le porzioni non edificate intra moenia.

L'impianto urbanistico originario, nel frattempo, si modificò lentamente all'impostazione cardo-dedumanico d'ispirazione rinascimentale, accentuata dal processo di polarizzazione urbana creatosi in seguito alla costruzione della fortezza; le numerose piante redatte nel XV, XVI e XVII secolo tenderanno ad attribuire maggiore importanza all'assialità ortogonale di alcune vie (corso Vittorio Emanuele e via Roma su tutte, ma anche via Castello) rispetto all'irregolarità di strade d'origine medievale come via Fortebraccio.
Il culmine di questo sviluppo si ha nel 1820 con l'edificazione della Porta San Ferdinando (chiamata così in onore di Ferdinando II delle Due Sicilie, oggi Porta Napoli) proprio all'estremità di corso Vittorio Emanuele, dando anche inizio all'edificazione di una parte di città intra moenia fino ad allora rimasta priva di costruzioni. Sul finire dell'ottocento sarà invece lo sviluppo industriale ed infrastrutturale dell'area a ridosso del fiume Aterno a portare all'apertura di una nuova porta, l'ultima realizzata nella cinta muraria, in corrispondenza della stazione ferroviaria.
Abbandonata una funzione difensiva le mura hanno esercitato per lungo tempo, almeno sino alla metà del XX secolo, una funzione amministrativa e fiscale con un dazio per le merci che veniva pagato in tutte le porte di ingresso in città e con queste ultime che venivano chiuse durante le ore notturne.
Inoltre, fino al XIX secolo L'Aquila si era contenuta ben all'interno della sua cerchia muraria disegnata secoli prima e conservatasi pressoché intatta; solo tra la fine del XIX e l'inizio del XX secolo si è provveduto ad alcune sistemazioni urbanistiche che hanno portato alla distruzione di alcuni tratti di mura. In particolare l'estremità di via Roma in corrispondenza di Porta Barete venne ricoperta e parzialmente demolita per rendere minore la pendenza della sede stradale, le mura in corrispondenza di Collemaggio vennero aperte e la basilica collegata alla città con un viadotto che ha comportato la distruzione della precedente Porta Civita di Bagno e la porzione a ridosso del Forte spagnolo venne demolita per la realizzazione di un complesso sportivo che è stato seguito, pochi anni dopo, da una Fontana monumentale, nuovo limite settentrionale di corso Vittorio Emanuele al posto della precedente Porta Paganica.
In seguito al terremoto del 2009 alcune porzioni della cinta muraria, soprattutto in corrispondenza di Porta San Lorenzo, Porta Roiana e Porta Rivera, hanno subito crolli; altre porte (Porta Bazzano e Porta Castello) sono rimaste danneggiate venendo successivamente riparate. Nell'ambito dei lavori di ricostruzione post-sisma si sono verificati importanti ritrovamenti nella parte occidentale delle mura, in particolare in corrispondenza di Porta Barete e nel tratto adiacente viale XXV Aprile, dove sono stati rinvenuti i resti di Porta di Poggio Santa Maria.
Nel dicembre 2015 l'80 % delle mura era ricostruito. Specialmente Porta Napoli subì un'importante opera di restauro, e tutta la passeggiata della cinta fortificata è stata dotata di sistema di illuminazione notturna.

## Descrizione

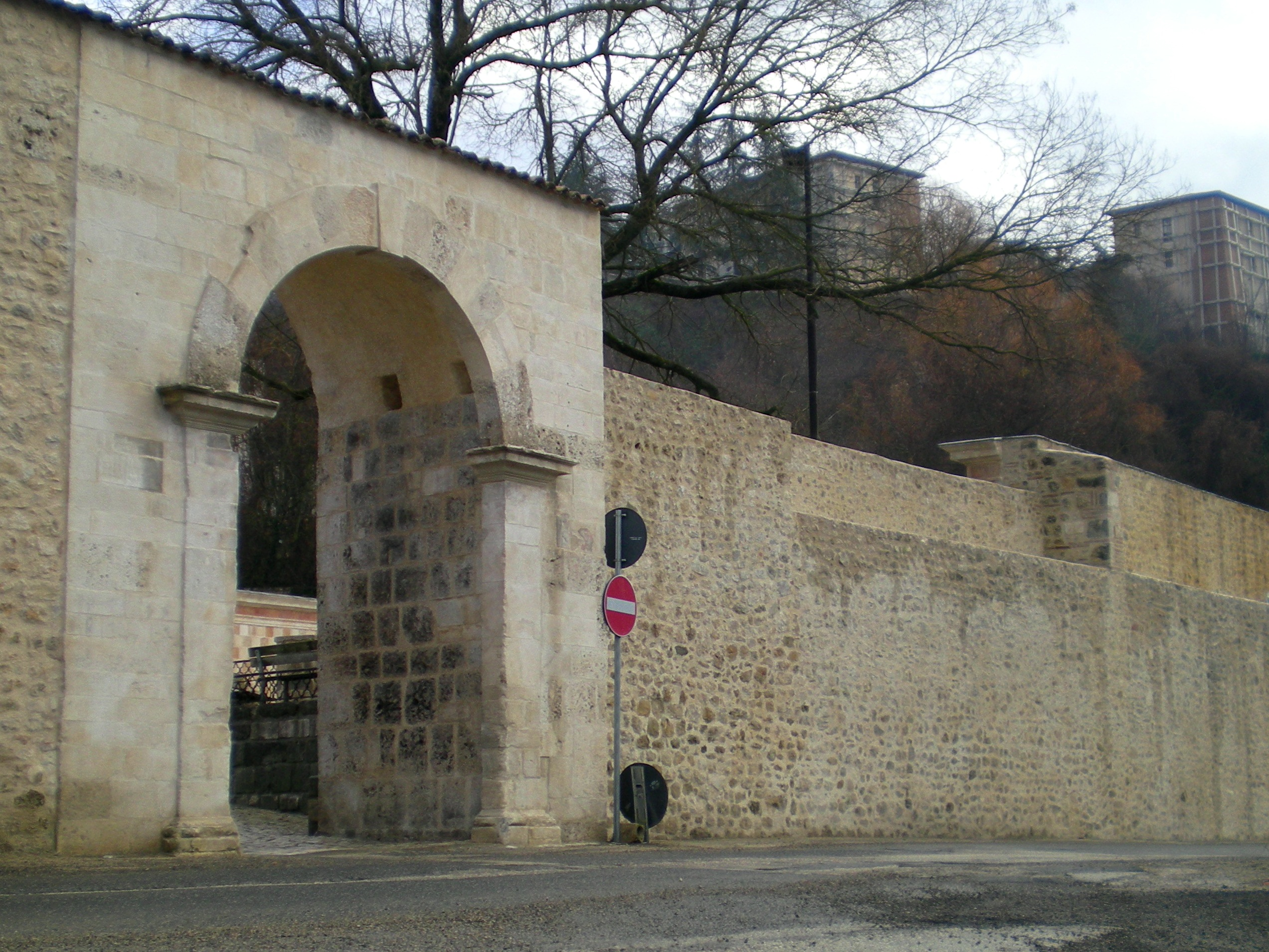
Le mura nei pressi di Porta Rivera.

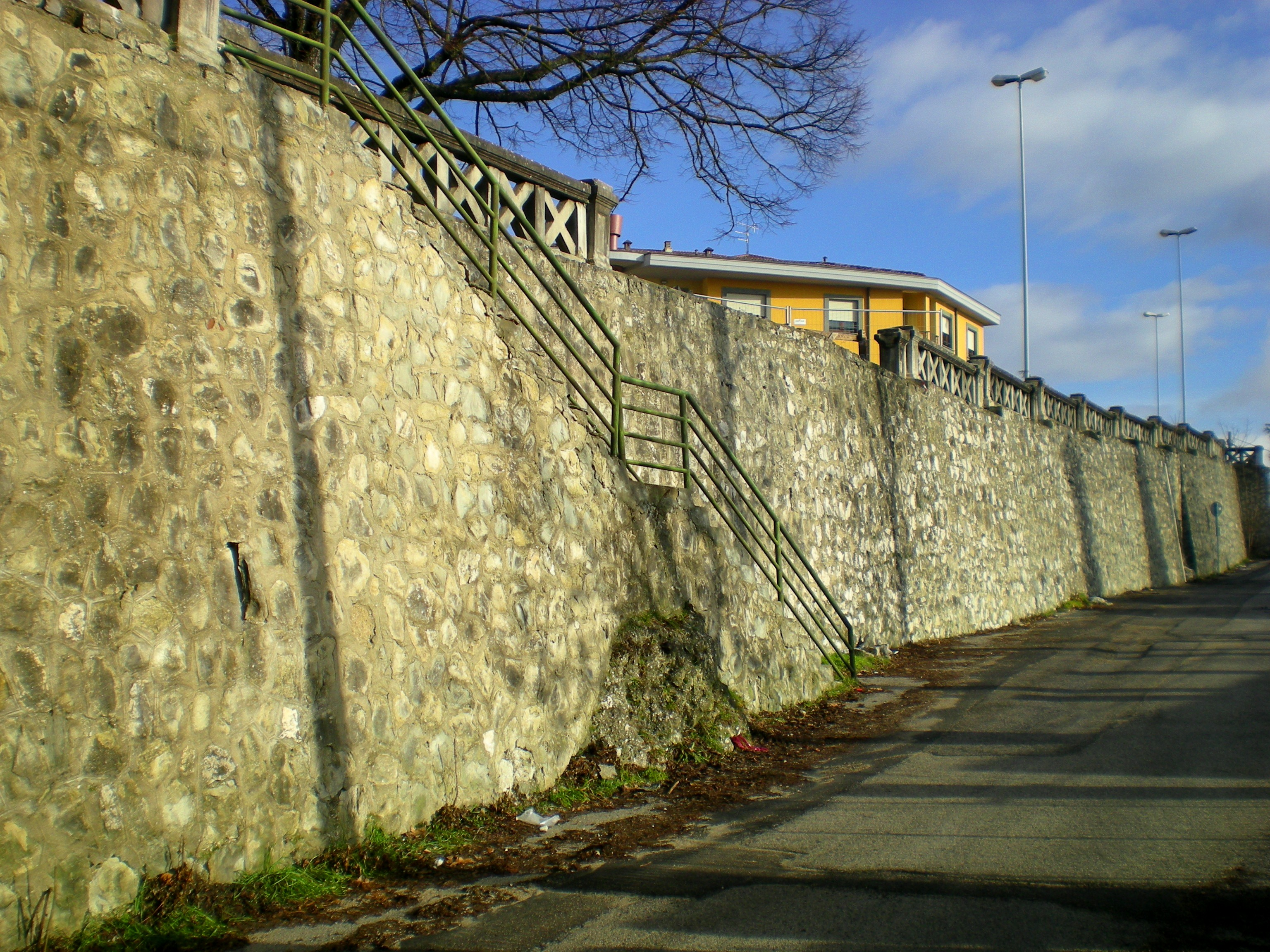
La cinta muraria tra viale Collemaggio e Porta Napoli.

Le mura seguono la morfologia del territorio ed in particolare del colle su cui sorge la città. L'area recintata è di circa 157 ettari e manifesta una pianificazione architettonica e storica lungimirante, se si pensa che venne occupata completamente solo nel XX secolo.
Lo sviluppo originario, di circa quattro miglia, si è leggermente ridotto nel tempo con la perdita delle mura tra via XX Settembre e via Roma, che ha comportato anche la distruzione di parte di Porta Barete, e tra viale Ovidio ed il Forte spagnolo, dove sorgeva Porta Paganica; altre mancanze sono localizzate nell'area di via Castello ed in quella di viale Collemaggio. La lunghezza attuale, di oltre 5,5 km, ne fa una delle cinte murarie più estese d'Italia.
La costruzione può essere quindi suddivisa su quattro tronconi:
- un tratto di mura tra Porta Barete (all'angolo tra via Vicentini e via Roma) e viale Ovidio (dove un tempo sorgeva Porta Paganica) lungo poco più di 1.300 metri ma inaccessibile dall'esterno;
- il tratto in corrispondenza del Forte spagnolo tra viale Gran Sasso e via Castello (all'altezza di Porta Castello) lungo circa 650 metri e costituito per buona parte dalle mura della fortezza stessa;
- la cinta muraria di quasi 1.200 metri tra via Castello (sul luogo dove sorgeva Porta Barisciano) e viale Collemaggio (sul luogo dove sorgeva Porta Civita di Bagno) che costituisce il limite orientale del centro storico e che è uno dei tratti meglio conservati;
- un tratto di mura tra viale Collemaggio e via XX Settembre lungo oltre 2.500 metri ma in buona parte inaccessibile dall'esterno, fatta eccezione per l'area tra la Rivera e la stazione ferroviaria.

Lo spessore e l'altezza delle mura, quest'ultima ridottasi drasticamente nel tempo soprattutto in seguito ai frequenti terremoti, non sono particolarmente rilevanti se confrontati con altri esempi; la principale difesa della città era costituita difatti dal suo aspetto morfologico e dalla compattezza del suo edificato intra moenia. Di particolare interesse è invece la forma, che alcuni storici tendono a paragonare a quella della città di Gerusalemme, come per la verità già ipotizzato dallo storico Crispomonti nel XVII secolo, e di conseguenza alla costellazione dell'Aquila con le chiese che riprodurrebbero in terra la posizione delle stelle.
A livello topografico, il centro esatto dell'Aquila dentro la cinta muraria è costituito dal Palazzetto dei Nobili in piazza Santa Margherita, cuore del potere politico cittadino. Questa particolarità è testimoniata da un bassorilievo posto su una facciata laterale dell'edificio stesso.

### Porte
Le porte urbiche sono l'elemento caratterizzante delle mura aquilane. Le quattro principali sono state realizzate contemporaneamente all'edificazione delle mura ed a queste sono seguite altre aperture della cinta muraria in corrispondenza delle principali direttrici con il contado. La Pianta dell'Aquila disegnata nel 1575 dal Fonticulano ne conterrà 14 in corrispondenza degli assi principali, di cui una, Porta Pilese, non citata in altri documenti ed un'altra senza nome.
Le realizzazioni continueranno nei secoli successivi tanto che in totale si può documentare l'esistenza di 18 porte cui va aggiunta Porta di Poggio Santa Maria, rinvenuta solamente nel 2015, durante i lavori post-sisma.
| N° | Nome                                  | Realizzazione | Chiusura                 | Stato attuale  | Coordinate              | Mappa |
| -- | ------------------------------------- | ------------- | ------------------------ | -------------- | ----------------------- | ----- |
| 1  | Porta Barete (o di Lavareto)          | 1270-1316     | XIX secolo               | parz. demolita | 42.355823°N 13.388967°E |       |
| 2  | Porta San Lorenzo (o di Pizzoli)      | ?             | XVII secolo              | chiusa         | 42.355494°N 13.392591°E |       |
| 3  | Porta Branconio (o di Collebrincioni) | XIV secolo    | XIV secolo               | aperta         | 42.355398°N 13.397135°E |       |
| 4  | Porta Paganica                        | 1270-1316     | XVII secolo              | demolita       | 42.354828°N 13.402612°E |       |
| 5  | Porta Barisciano                      | ?             | XVI secolo               | demolita       | 42.352191°N 13.405544°E |       |
| 6  | Porta Castello                        | XVI secolo    | -                        | aperta         | 42.35209°N 13.403988°E  |       |
| 7  | Porta Leone                           | XIV secolo    | 1461-1469 XVI-XIX secolo | aperta         | 42.349652°N 13.404047°E |       |
| 8  | Porta Bazzano                         | 1270-1316     | -                        | aperta         | 42.346649°N 13.401198°E |       |
| 9  | Porta Tione                           | ?             | XVIII secolo             | aperta         | 42.345406°N 13.400732°E |       |
| 10 | Porta Civita di Bagno                 | ?             | ?                        | demolita       | 42.343887°N 13.399069°E |       |
| 11 | Porta Napoli (o San Ferdinando)       | 1820          | -                        | aperta         | 42.3416°N 13.395094°E   |       |
| 12 | Porta di Bagno                        | 1270-1316     | XIX secolo               | aperta         | 42.344801°N 13.394908°E |       |
| 13 | Porta Roiana                          | XIV secolo    | XVIII secolo             | aperta         | 42.347069°N 13.39264°E  |       |
| 14 | Porta di Lucoli                       | ?             | ?                        | chiusa         | 42.347347°N 13.391813°E |       |
| 15 | Porta Rivera                          | 1270-1316     | -                        | aperta         | 42.349743°N 13.389142°E |       |
| 16 | Porta della Stazione                  | XX secolo     | -                        | aperta         | 42.351666°N 13.385261°E |       |
| 17 | Porta di Poggio Santa Maria           | XIV secolo    | ?                        | aperta         | 42.35433°N 13.386553°E  |       |
| 18 | Porta Romana                          | 1270-1316     | XVIII secolo             | chiusa         | 42.353276°N 13.385461°E |       |
| 19 | Porta Pilese                          | ?             | XVI secolo               | demolita       | 42.355174°N 13.388021°E |       |

#### Porte principali
Le porte originali dell'impianto urbanistico angioino (1270-1316) sono quelle disposte all'estremità della direttrice est-ovest (composta da via Roma e via Fortebraccio) e dagli altri assi di uscita verso nord (corso Vittorio Emanuele) e sud (via Roio e via del Borgo) che suddividono irregolarmente la città; ciascuna porta era riferita ad un particolare quartiere e lo metteva in comunicazione con i castelli a lui collegiati. Le due porte principali (Barete e Bazzano) erano dotate di una doppia fortificazione contenente una piazza centrale, oggi scomparsa. Muovendoci in senso orario a partire da ovest troviamo:

##### Porta Barete

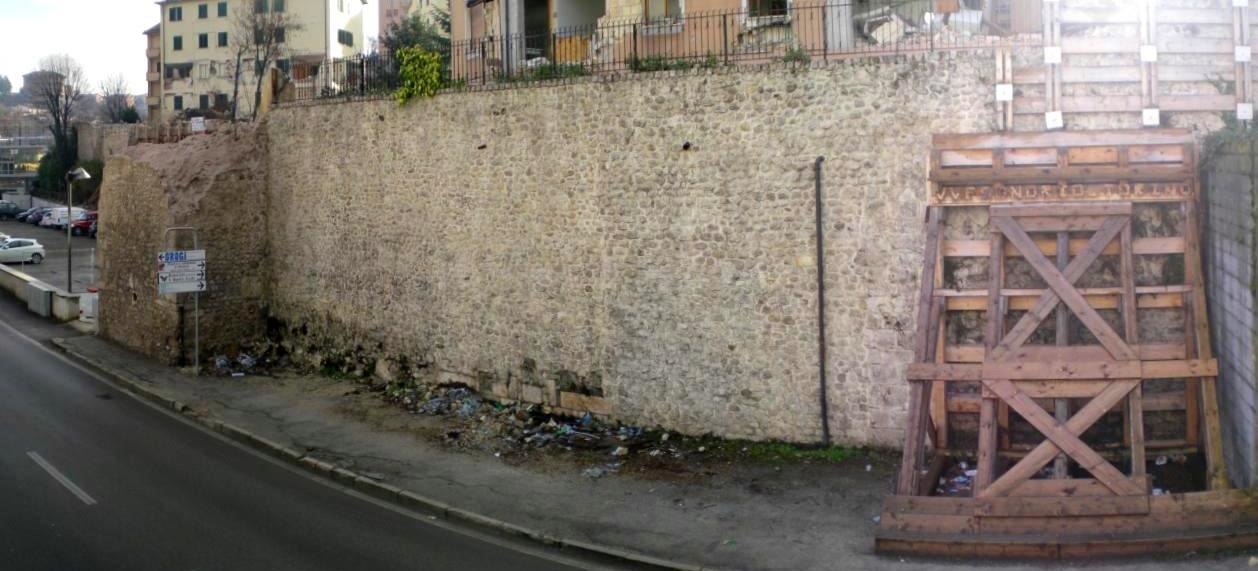
Resti di Porta Barete, danneggiata dal terremoto del 2009.

Anche detta Porta di Lavareto, era posta al limite occidentale della città, all'estremità di via Roma, ed era la porta di riferimento del Quarto di San Pietro. Nella sua conformazione originale, disponeva di una doppia fortificazione con piazza centrale, oggi scomparsa; al contrario della maggior parte delle porte aquilane, quella di Barete era posta in piano e nei pressi era situato l'ospedale di Santo Spirito de' Bastardi. Era considerata la porta principale della città ed era dotata di un torrione angolare, oggi scomparso.
Nonostante nel 1823 fosse stato redatto un progetto di ricostruzione della porta in stile neoclassico, nella prima metà dell'Ottocento venne ricoperta e parzialmente demolita, insieme alla vicina chiesa di Santa Croce, per rendere minore la pendenza della strada di accesso alla città; successivamente venne inglobata nell'edificato della zona. Lo smantellamento della principale porta aquilana è un fatto inusuale nella storia dell'urbanistica ed è stato additato da alcuni storici come una perdita di sensibilità della cittadinanza nei confronti della propria storia e dei propri monumenti.
I resti della porta esterna, per una lunghezza di oltre 45 metri, sono oggi visibili sulla via Vicentini mentre alcune rimanenze della piazza e della porta interna sono su via Santa Croce; l'area ha inoltre subito danni considerevoli dal terremoto del 2009. Nel 2013 l'amministrazione comunale ha manifestato l'intenzione di riportare alla luce ciò che rimane della porta, demolendo il tratto iniziale di via Roma e il ponte su via Vicentini mentre successivamente si è proposto di dotare l'area di vincolo archeologico.

##### Porta Paganica
Porta Paganica posta al limite settentrionale della città, all'estremità di corso Vittorio Emanuele, era la porta di riferimento del Quarto di Santa Maria. Con ogni probabilità subì la realizzazione del Forte spagnolo nel XVI secolo tanto che risulta già chiusa nel 1622 e demolita nel 1753.
Nel XX secolo l'area è stata sottoposta ad un rinnovamento architettonico ed urbanistico che ha portato, tra le altre cose, alla realizzazione di un'area di impianti sportivi al posto della preesistente porta; le funzioni di limes della città e punto finale dell'asse urbano del corso verso nord sono state successivamente riferite alla Fontana luminosa realizzata da Nicola D'Antino nel 1934.

##### Porta Bazzano

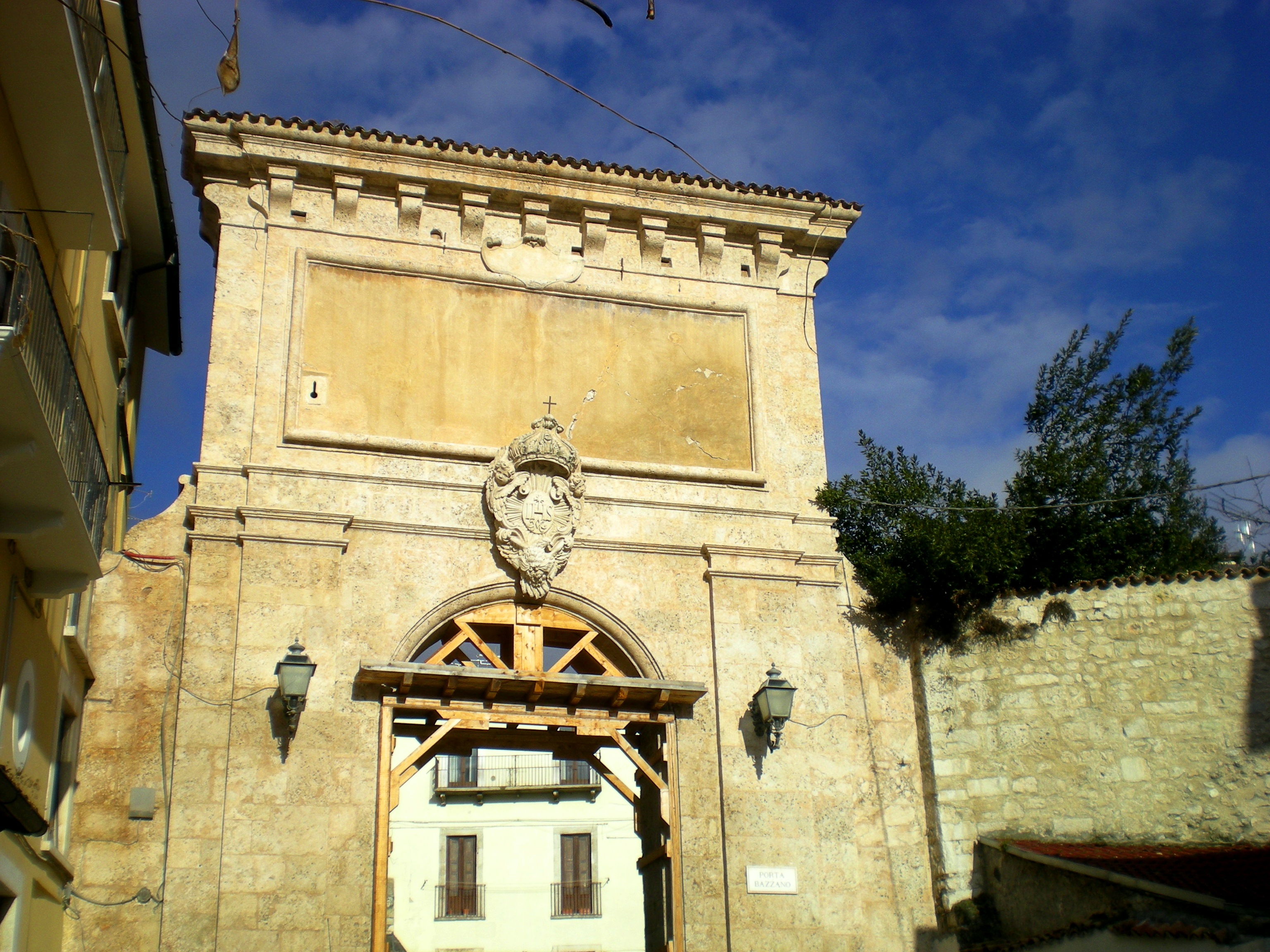
Porta Bazzano, danneggiata dal terremoto del 2009.

Posta al limite orientale della città, all'estremità di via Fortebraccio, era la porta di riferimento del Quarto di San Giorgio, detto di Santa Giusta. Disponeva di una doppia fortificazione con piazza centrale, di cui oggi rimane qualche traccia. Nei pressi era situato l'ospedale di San Matteo de' Bastardi. La porta venne profondamente modificata in seguito al terremoto del 1703 in cui subì gravi danni, passando dal profilo turrito medievale all'attuale aspetto neobarocco, caratterizzato da un fronte esterno raffigurante lo stemma dell'Aquila ed i quattro protettori della città. Danneggiata in seguito al terremoto del 2009, è stata restaurata tra il 2010 ed il 2011.

##### Porta Rivera

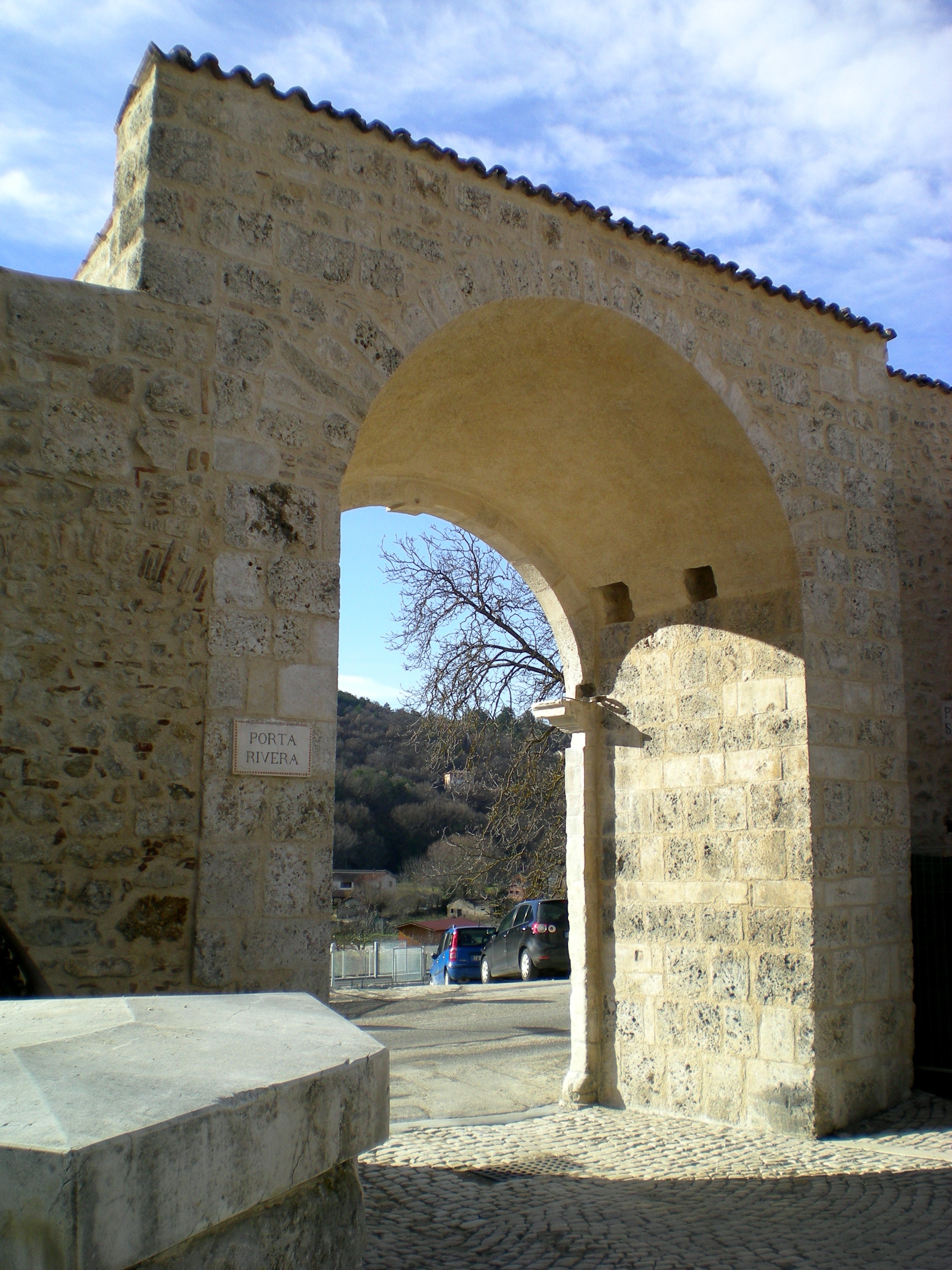
Porta Rivera.

Posta al limite meridionale della città, all'estremità del borgo Rivera, era la porta di riferimento del Quarto di San Giovanni, detto di San Marciano. Rappresenta l'accesso all'antico borgo di Acculi o Acquili (oggi detto Borgo Rivera), l'unico tra i castelli che contribuirono alla fondazione dell'Aquila ricompreso nelle mura della città. La porta si trova in un contesto artistico e architettonico notevole, essendo posta tra la fontana delle 99 cannelle e la chiesa di San Vito alla Rivera. Danneggiata in seguito al terremoto del 2009 è stata restaurata nel 2010.

#### Porte secondarie
Con porte secondarie si intendono le porte aperte tra il XIV ed il XVI secolo per favorire i collegamenti tra la città intra moenia ed il suo comitatus. Meno interessanti architettonicamente delle quattro porte angioine, sono costituite generalmente da un torrione a pianta rettangolare e arco ogivale, rastremato verso l'interno. Ad esse si aggiungono le due porte moderne realizzate nel XIX secolo per consentire i collegamenti sulle nuove realizzazioni infrastrutturali e urbanistiche, vale a dire Porta Napoli e Porta della Stazione.
Nel complesso è possibile calcolare 15 porte secondarie, che illustriamo in senso orario a partire da Porta Barete.

##### Porta San Lorenzo

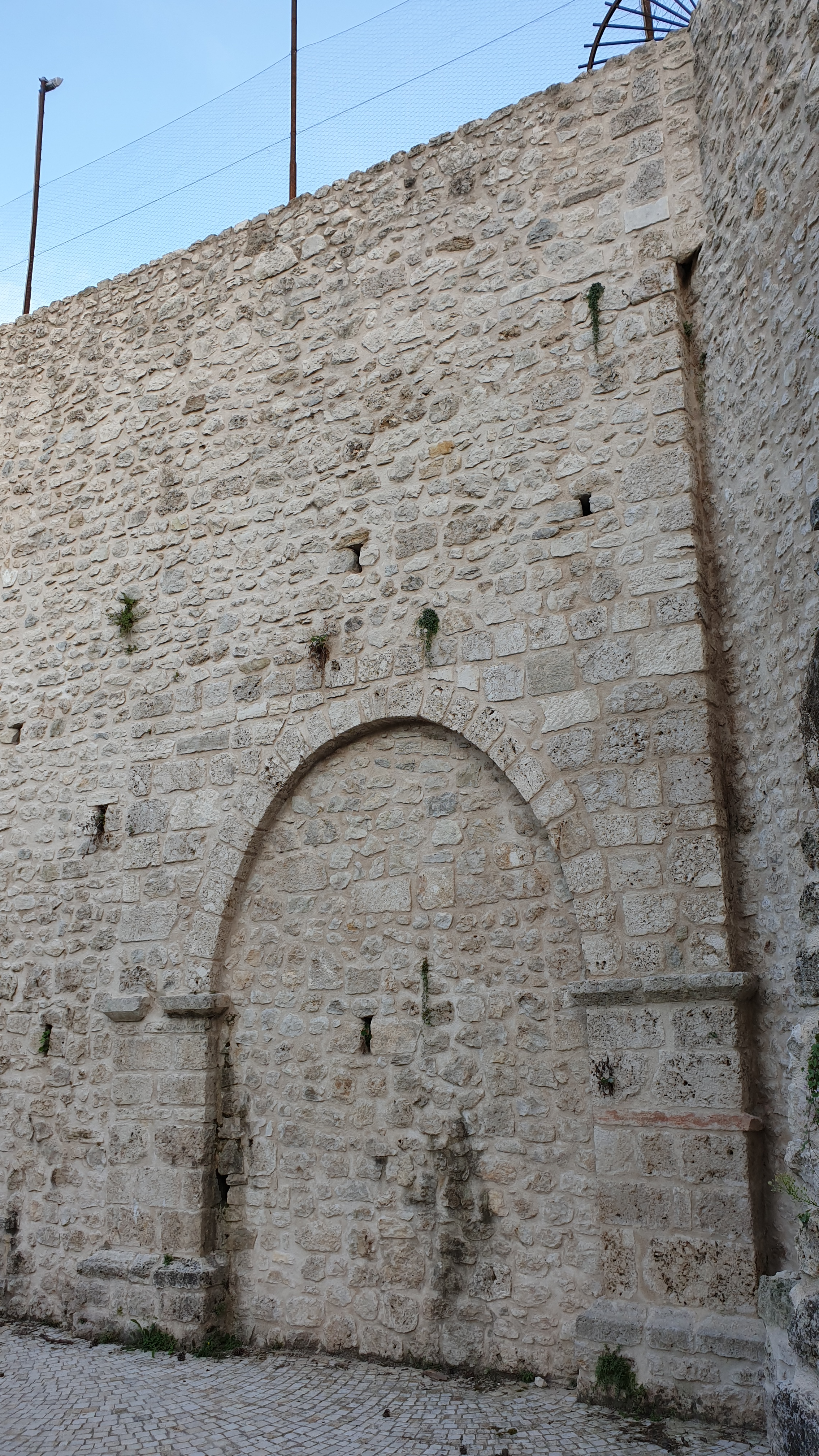
Porta San Lorenzo.

Anche detta Porta di Pizzoli, è la porta di riferimento della zona della Lauretana ed è posta all'estremità occidentale di viale Don Bosco che, con via Garibaldi e via Castello, costituisce uno degli assi longitudinali dell'impianto urbanistico rinascimentale; il suo opposto, all'estremità orientale, è la Porta Castello. La porta, murata già dal 1622, è oggi chiusa ma accessibile dall'esterno dopo i lavori di ristrutturazione delle mura del 2015.

##### Porta Branconio

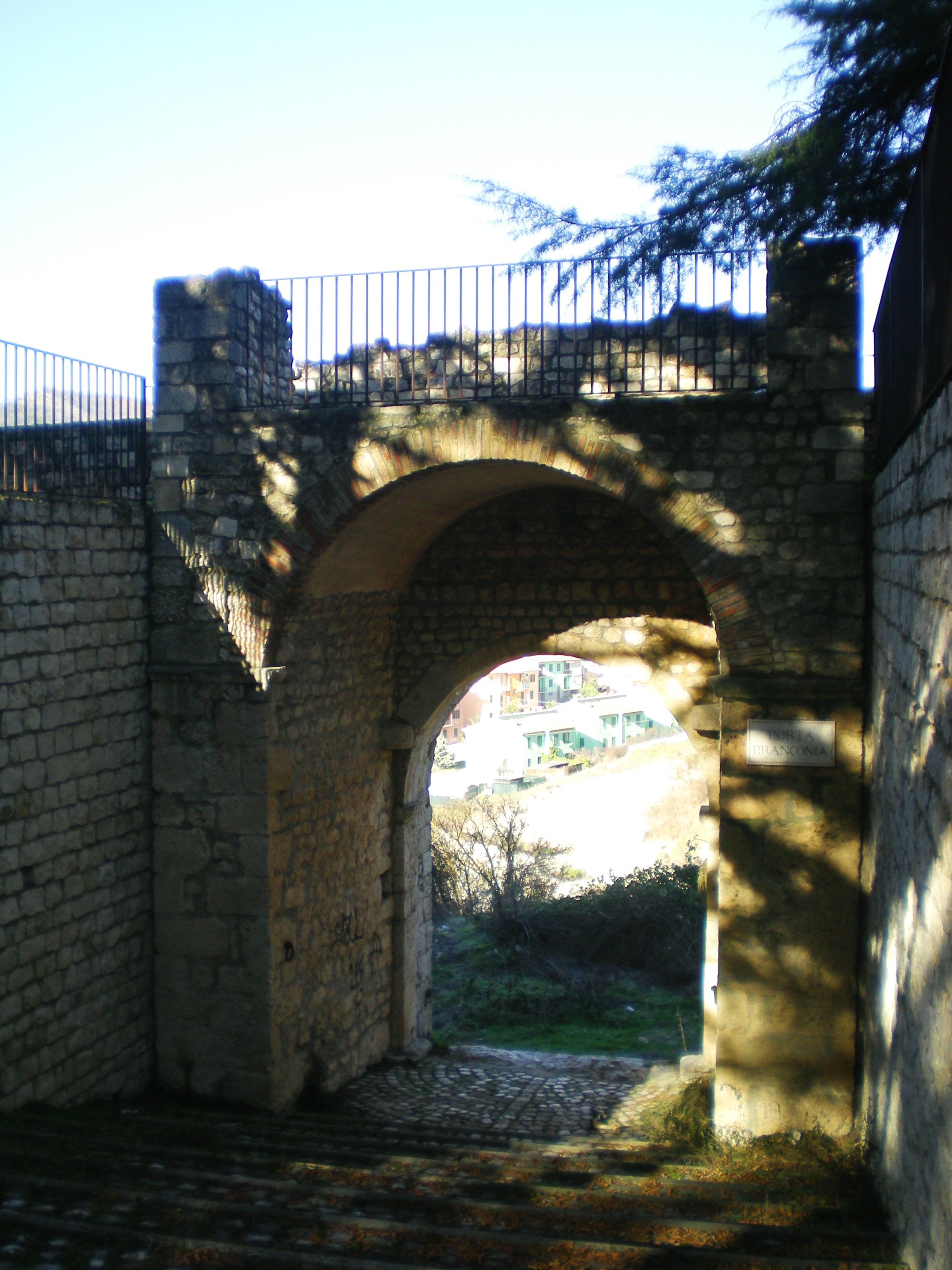
Porta Branconio.

Anche detta Porta di Collebrincioni, è la porta di riferimento della zona di San Silvestro ed è posta all'estremità settentrionale di via Coppito, parte dell'asse trasversale dell'impianto urbanistico rinascimentale; il suo opposto, all'estremità meridionale, è la Porta Roiana. È costituita da una semplice arcata in conci di pietra. La porta, murata forse già dal 1378, è stata successivamente riaperta come belvedere verso la catena del Gran Sasso (anche se non è accessibile dall'esterno) e si conserva in un buono stato di conservazione. Il suo nome deriva dalla famiglia che si installò nel locale nel XV secolo.

##### Porta Barisciano
Realizzata nel locale di Barisciano, da cui il nome, era la porta di riferimento del quadrante di nord-est prima della tagliata e della conseguente realizzazione del Forte spagnolo, in seguito alla quale venne costruita Porta Castello.
La porta, anticamente situata circa 50 metri più a valle di Porta Castello, come testimoniato dallo scarto tra i due tratti di mura attuali in questa zona, è probabilmente disegnata nella Pianta dell'Aquila del Fonticulano del 1575, seppur senza nome, e nella pianta disegnata dal Vandi nel 1753, in cui è dichiarata chiusa. È probabile una sua demolizione nel XIX secolo.

##### Porta Castello

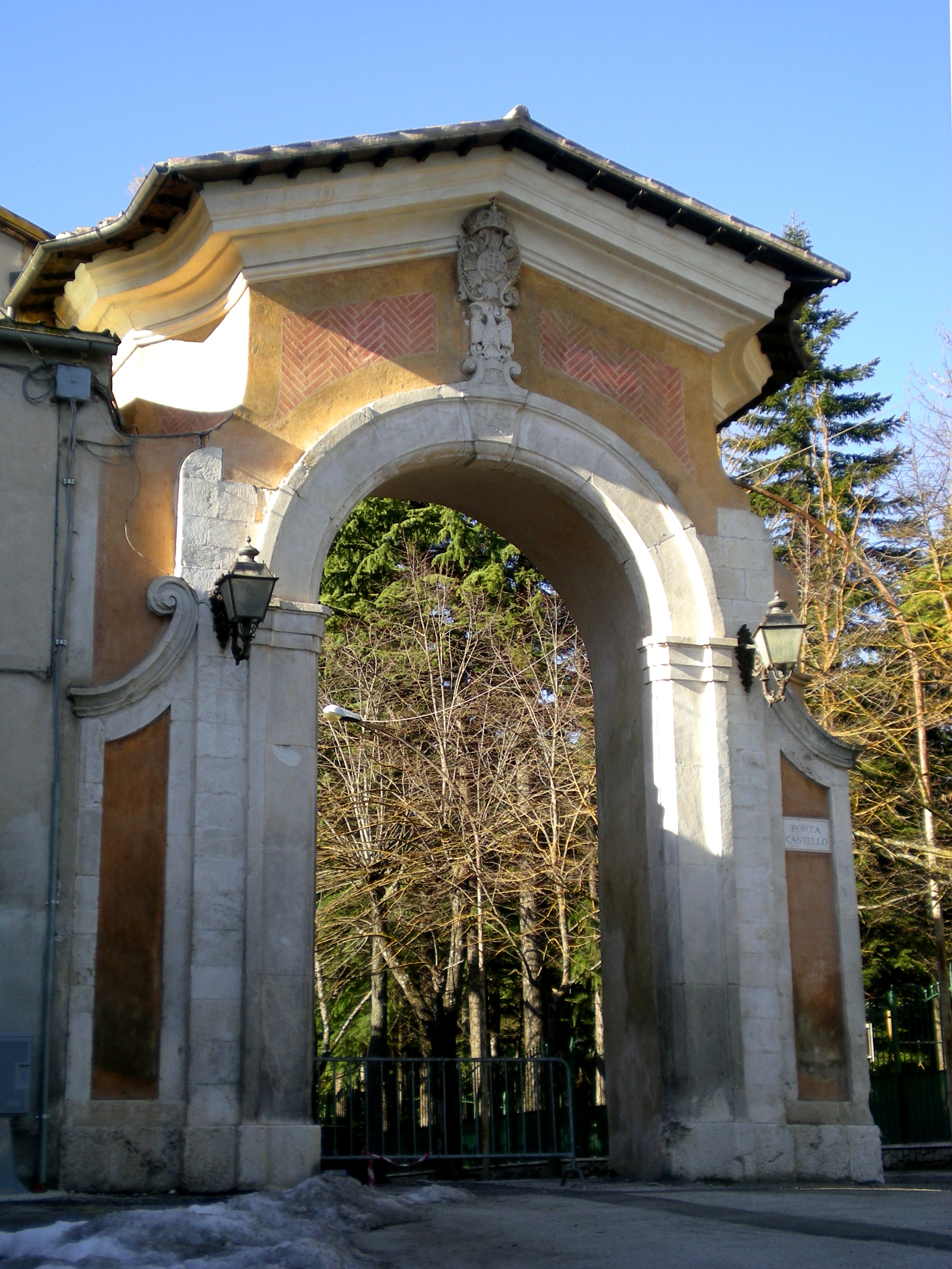
Porta Castello.

Porta di riferimento della zona del Castello, è posta all'estremità orientale di via Castello che, con via Garibaldi e viale Don Bosco, costituisce uno degli assi longitudinali dell'impianto urbanistico rinascimentale; il suo opposto, all'estremità occidentale, è la Porta San Lorenzo. La porta venne costruita in seguito alla realizzazione del Forte spagnolo, da cui prende il nome, e della conseguente chiusura della precedente Porta Barisciano, successivamente distrutta. È realizzata in laterizio con il portale, rivestito in pietra bianca, sormontato dagli stemmi della Casa d'Austria e di Carlo V. Danneggiata in seguito al terremoto del 2009, è stata successivamente restaurata da un'associazione privata e resa nuovamente fruibile nel 2011.

##### Porta Leone

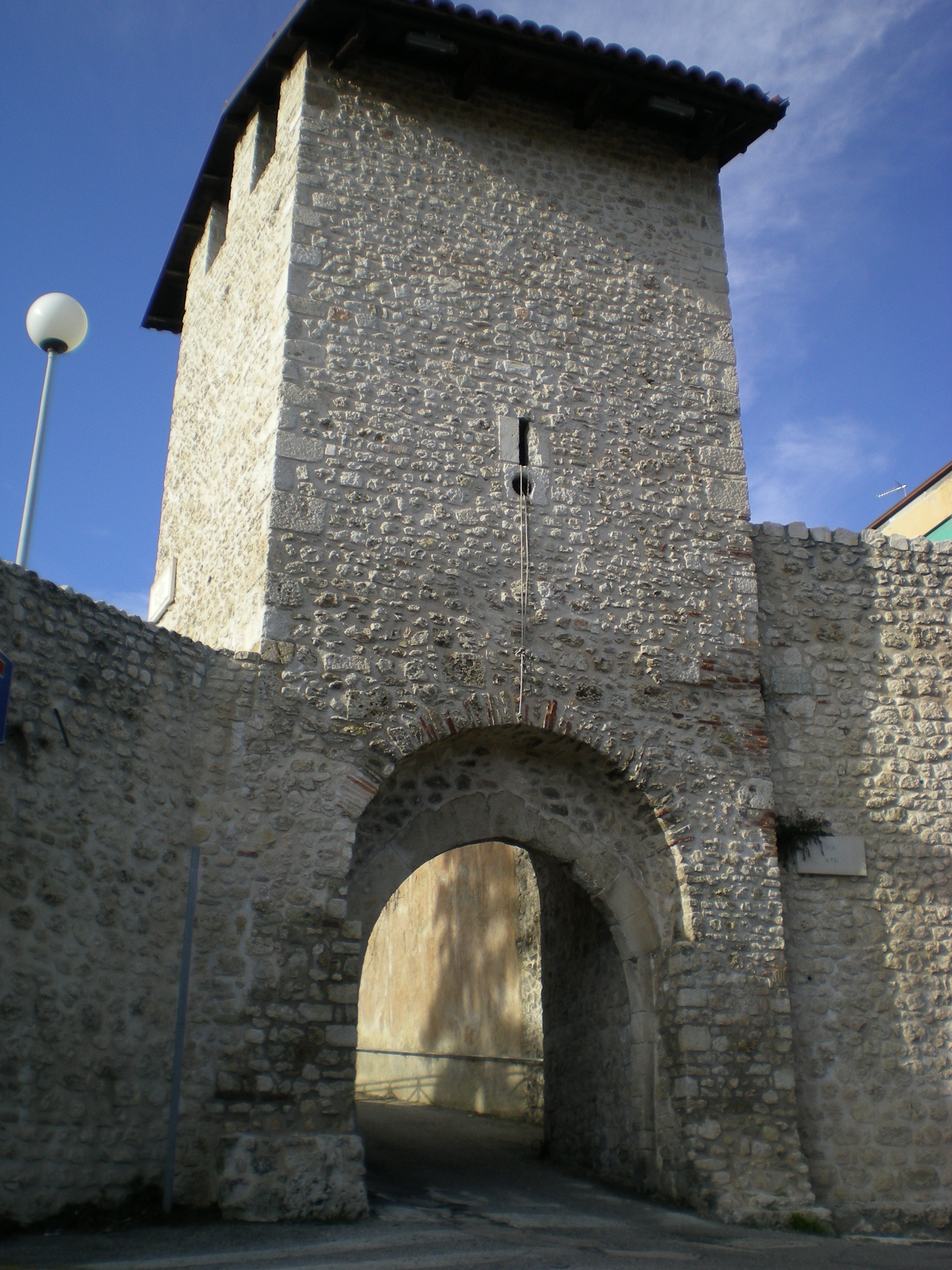
Porta Leone.

Porta di riferimento della zona di San Bernardino, è posta all'estremità orientale di via San Bernardino che, con via Roma, costituisce uno degli assi longitudinali dell'impianto urbanistico rinascimentale; il suo opposto, all'estremità occidentale, è la Porta Barete. È anche conosciuta come Porta Leoni ma il nome corretto è «Leone» in onore dell'omonimo Capitano di Città Leone di Cecco (o di Cicco), uno degli artefici della realizzazione della cinta muraria nel XIII secolo.
È costituita da un torrione, alto circa 12 metri, in cui si apre un portale a doppio arco. La porta venne murata nel 1461 quando vi si raccolsero le macerie del terremoto ma venne riaperta già nel 1469 durante la costruzione della basilica di San Bernardino per consentire il passaggio verso la chiesa votiva della Madonna del Soccorso; nuovamente chiusa in seguito all'apertura della Porta Castello è stata riaperta solo nel XIX secolo ed è attualmente agibile.

##### Porta Tione

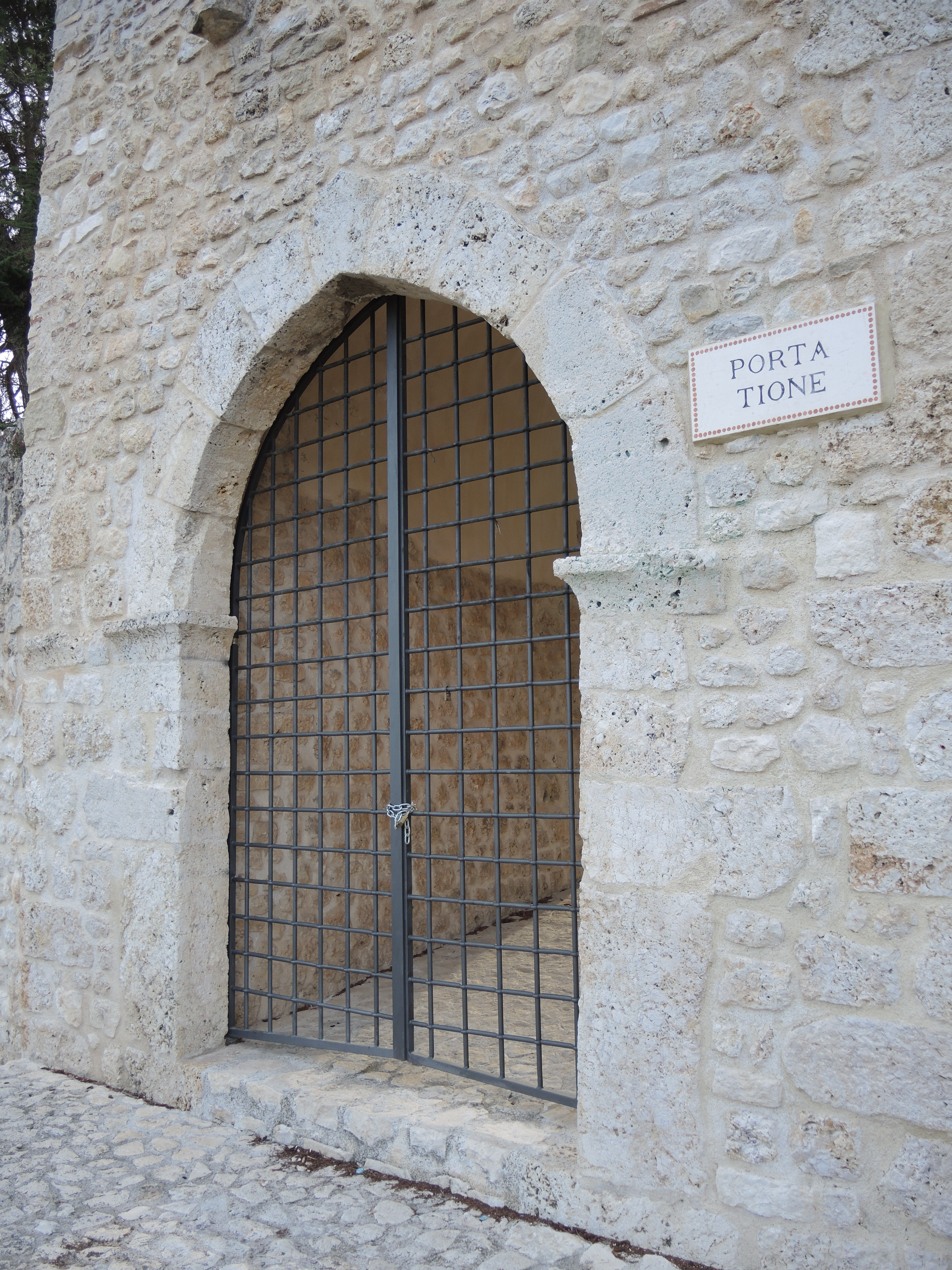
Porta Tione.

Porta di riferimento della zona di San Michele, è posta all'estremità orientale di via Celestino V, a poca distanza dalla Porta Bazzano. Chiusa nel XVIII secolo, oggi costituisce un belvedere interessante verso la basilica di Santa Maria di Collemaggio.

##### Porta Civita di Bagno
Sul lato sud-est delle mura, in corrispondenza dell'attuale viadotto per Collemaggio, è documentata l'esistenza di una porta di collegamento con i territori di Bagno; la porta, tuttavia, non è disegnata in nessuna delle piante redatte Tra il XVI ed il XVIII secolo e non vi sono altre notizie in merito.

##### Porta Napoli

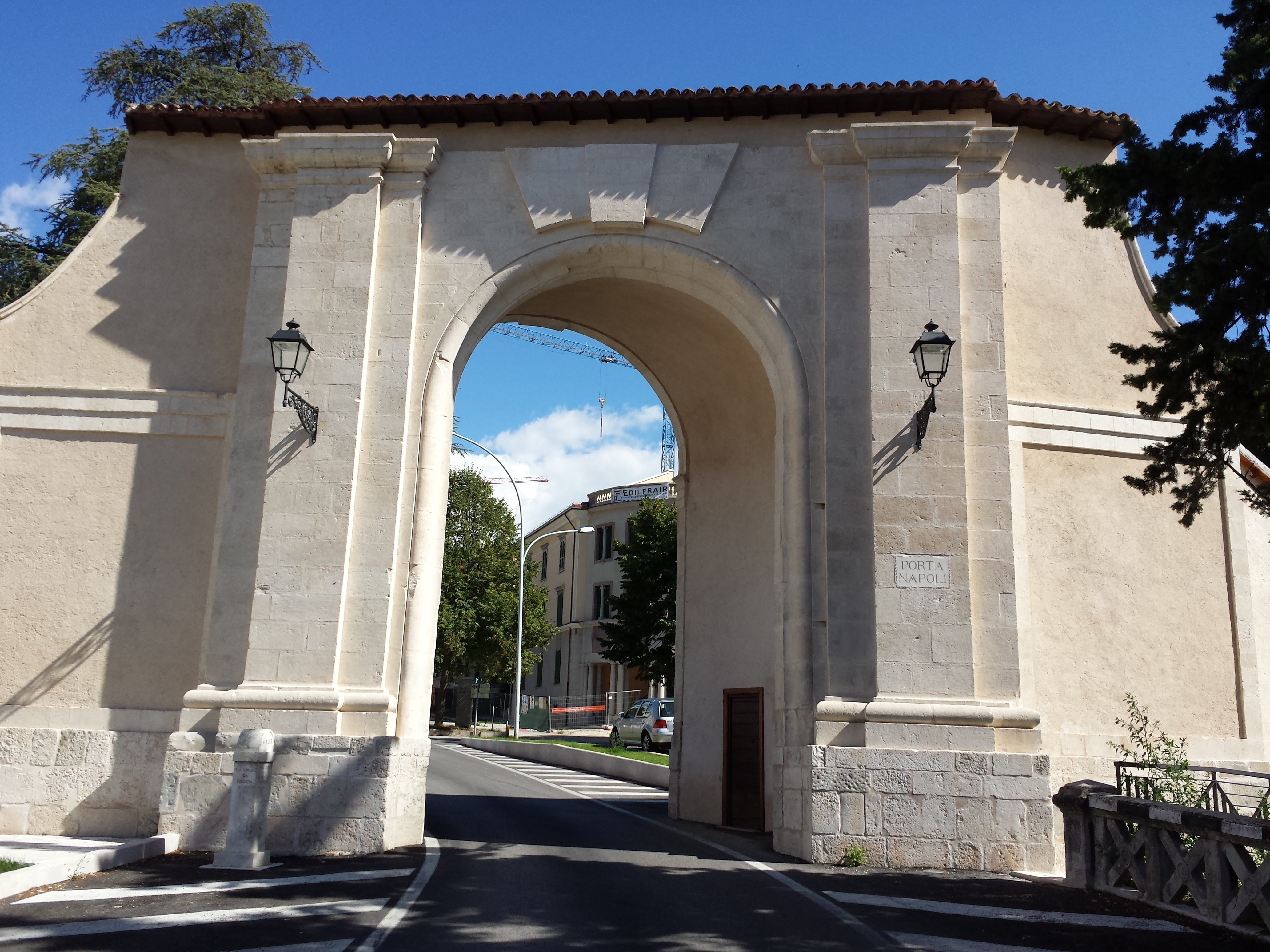
Porta Napoli.

Anche detta Porta San Ferdinando in onore di Ferdinando II delle Due Sicilie, costituisce l'estremità di viale Francesco Crispi, a sua volta prosecuzione naturale di corso Vittorio Emanuele, e contribuirà ad accentuare la nuova assialità in contrapposizione con gli originali percorsi verso sud di via Roio e via Fortebraccio-Costa Masciarelli. Venne realizzata nel 1820 con i materiali di risulta della chiesa di San Lorenzo de' Porcinari, demolita nel 1811 e si inserisce nell'ambito di un progetto di ampliamento del nucleo urbano intra moenia verso il cosiddetto Campo di Fossa proseguito poi durante tutto l'ottocento con la creazione di giardini, edifici pubblici e ville private oltre che con la creazione del corridoio viario composto dai viadotti di via XX Settembre e viale Collemaggio.
È costituita da un arco a sesto acuto in pietra incanalata tra lesene; ai lati si stagliano due muraglioni di fattura tardo barocca. La porta ha subito danni dal terremoto del 2009 con il crollo di parte dei muraglioni e le lesioni sulla struttura dell'arco.

##### Porta di Bagno

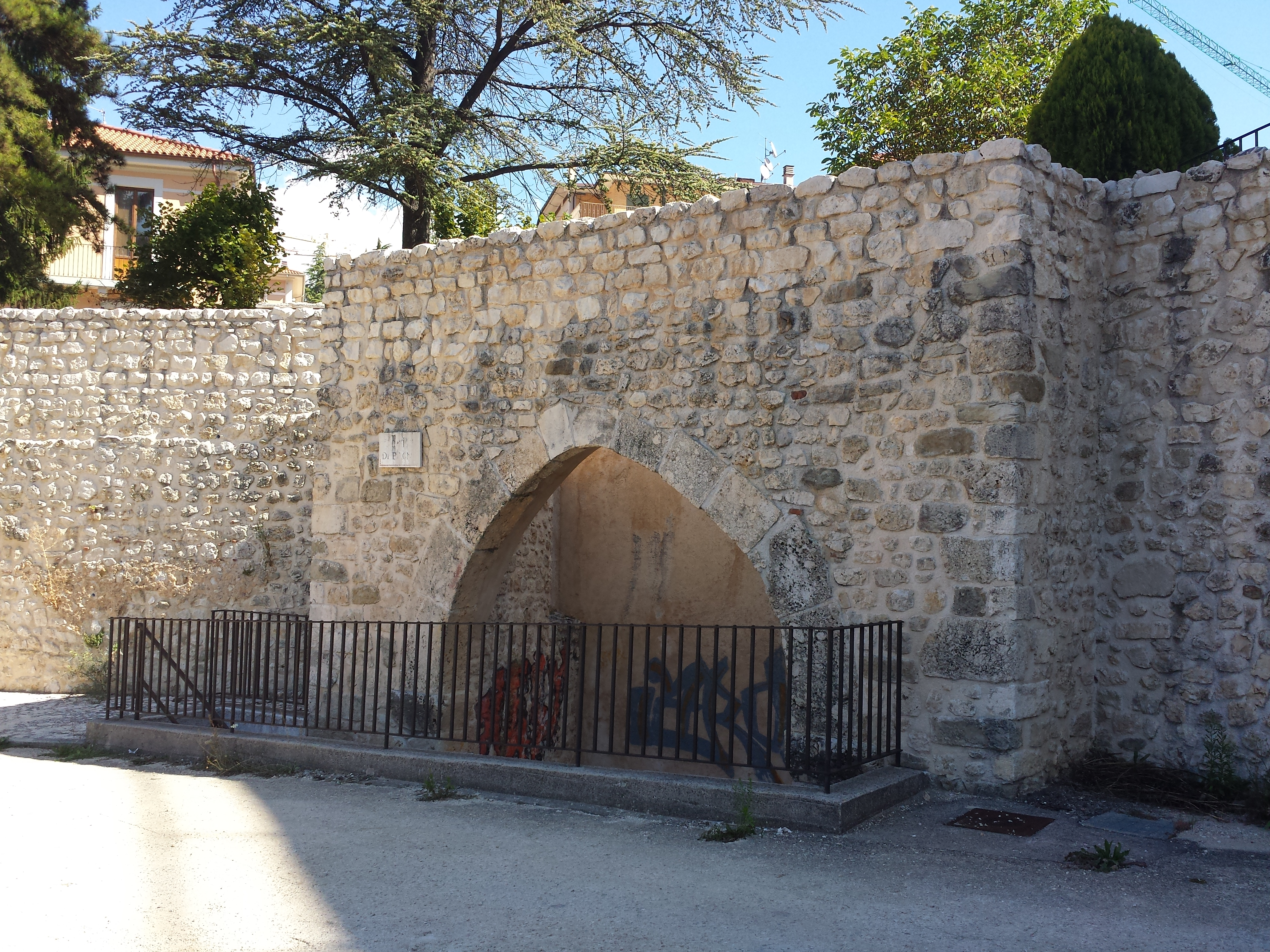
Porta di Bagno.

Porta di riferimento della zona di Campo di Fossa, è posta all'estremità meridionale di via Campo di Fossa. Nel XX secolo è stata inglobata nel processo di edificazione dell'area che ha subito danni gravissimo dal terremoto del 2009.

##### Porta Roiana

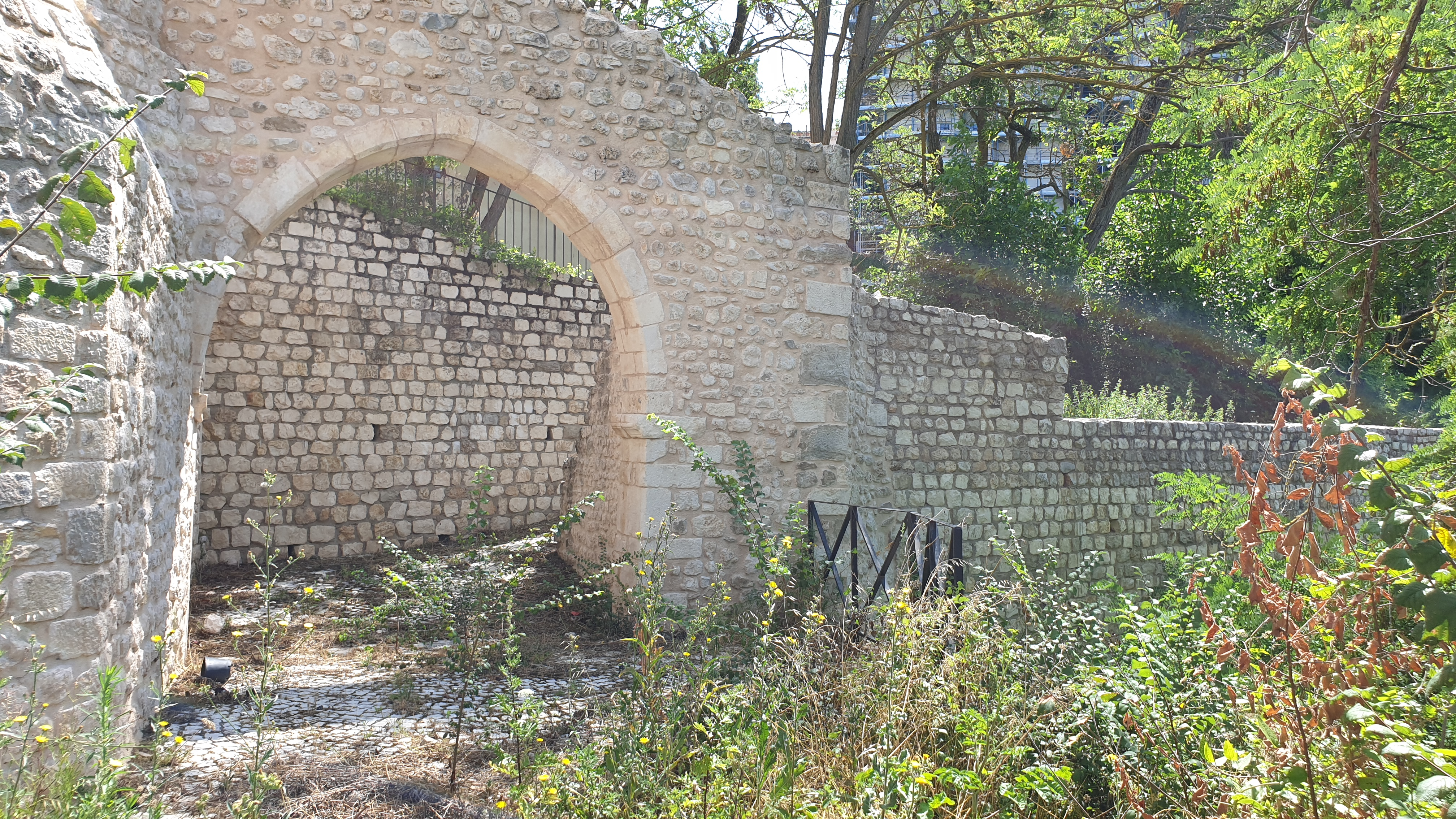
Porta Roiana.

Porta di riferimento della zona di Sant'Apollonia, è posta all'estremità meridionale di via delle Bone Novelle, parte dell'asse trasversale dell'impianto urbanistico rinascimentale; il suo opposto, all'estremità meridionale, è la Porta Branconio. Secondo alcuni storici venne realizzata in sostituzione di una precedente porta. Esistente forse già dal XIV secolo, come testimoniato da alcuni ideogrammi del monaco De Ritiis, periodo in cui l'area era particolarmente abitata, perse gradualmente d'importanza fino a risultare chiusa nel XVIII secolo e successivamente abbandonata in seguito alla realizzazione del viadotto di via XX Settembre che di fatto la tagliò fuori dagli assi viari urbani.

##### Porta di Lucoli

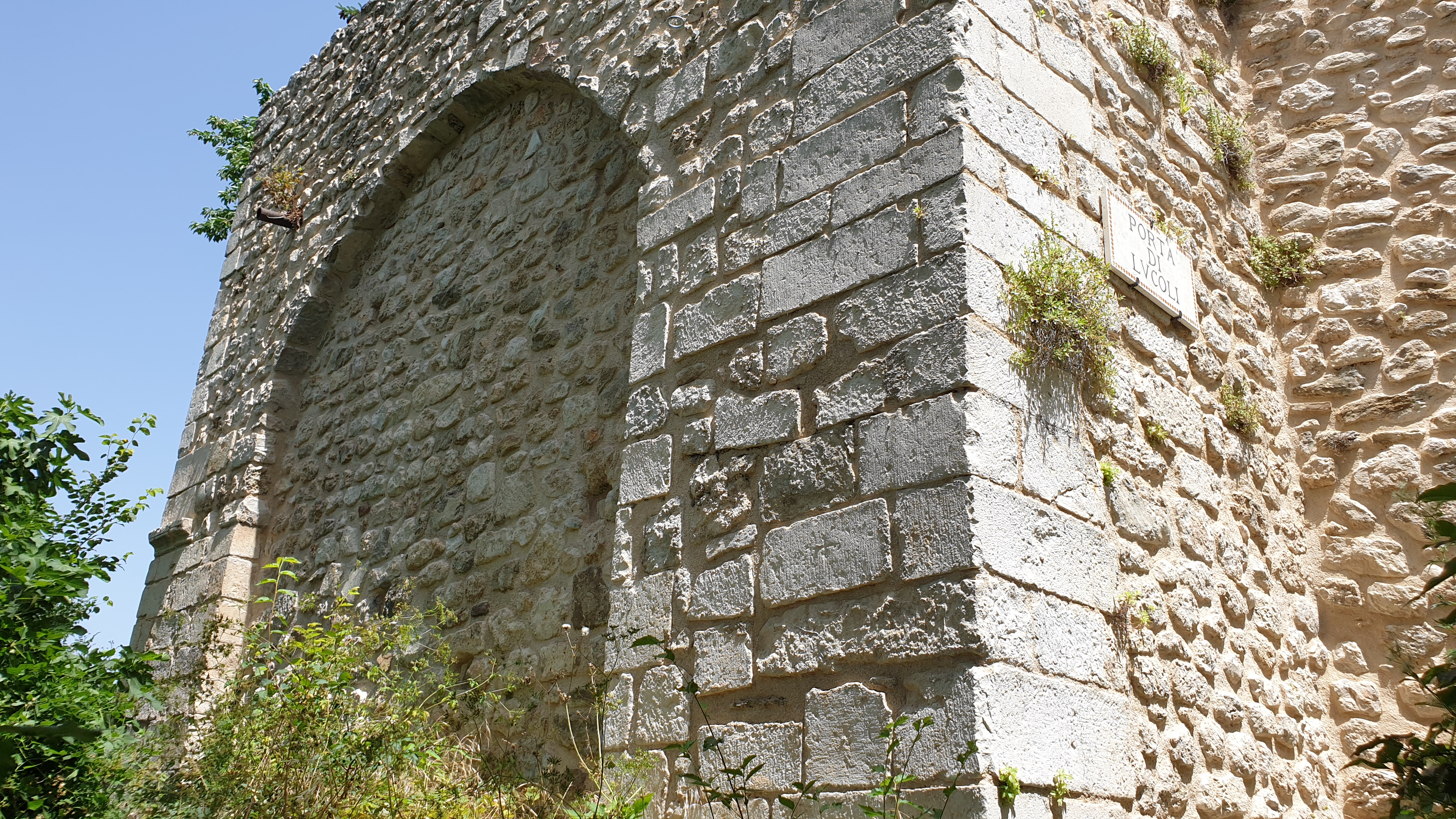
Porta di Lucoli.

Realizzata nel locale di Lucoli, da cui il nome, è contenuta in un bastione non troppo distante da Porta Roiana situata anch'essa sul fosso di Sant'Apollonia. Presente sulla pianta dell'Aquila di Giacomo Lauro (1600), la porta è stata chiusa con il terremoto del 1703 e non è riportata sulla pur precisa carta del Vandi (1753).

##### Porta della Stazione

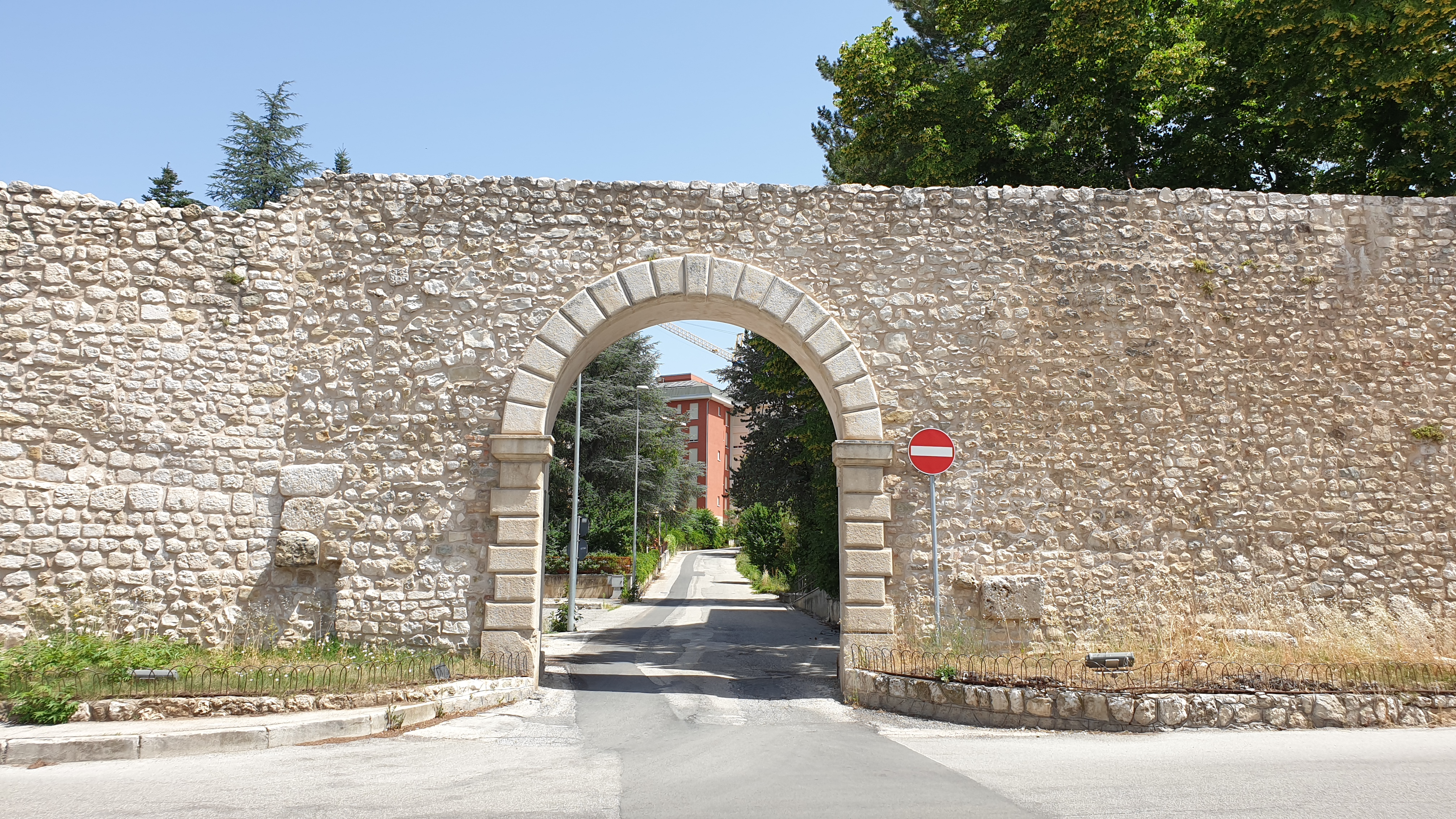
Porta della Stazione.

È l'ultima porta realizzata nelle mura dell'Aquila. La sua costruzione si rese necessaria in seguito alla localizzazione, nel XIX secolo, della stazione ferroviaria sulla piana di Pile, a ridosso del fiume Aterno, dove successivamente troverà posto un piccolo nucleo industriale. La porta è situata all'estremità di via Filomusi Guelfi che la raccorda con via XX Settembre, nei pressi del Tribunale, ed è costituita da un semplice arco a sesto acuto rivestito in conci di pietra. Quello in corrispondenza della Porta della Stazione è anche il punto più basso dell'intera cinta muraria, essendo posto ad una quota di circa 622 metri s.l.m..

##### Porta di Poggio Santa Maria
Antichissima porta, già citata da Anton Ludovico Antinori, di cui sono stati rinvenuti i resti solamente nel 2015, nell'ambito di alcuni lavori successivi al terremoto dell'Aquila del 2009.

##### Porta Romana

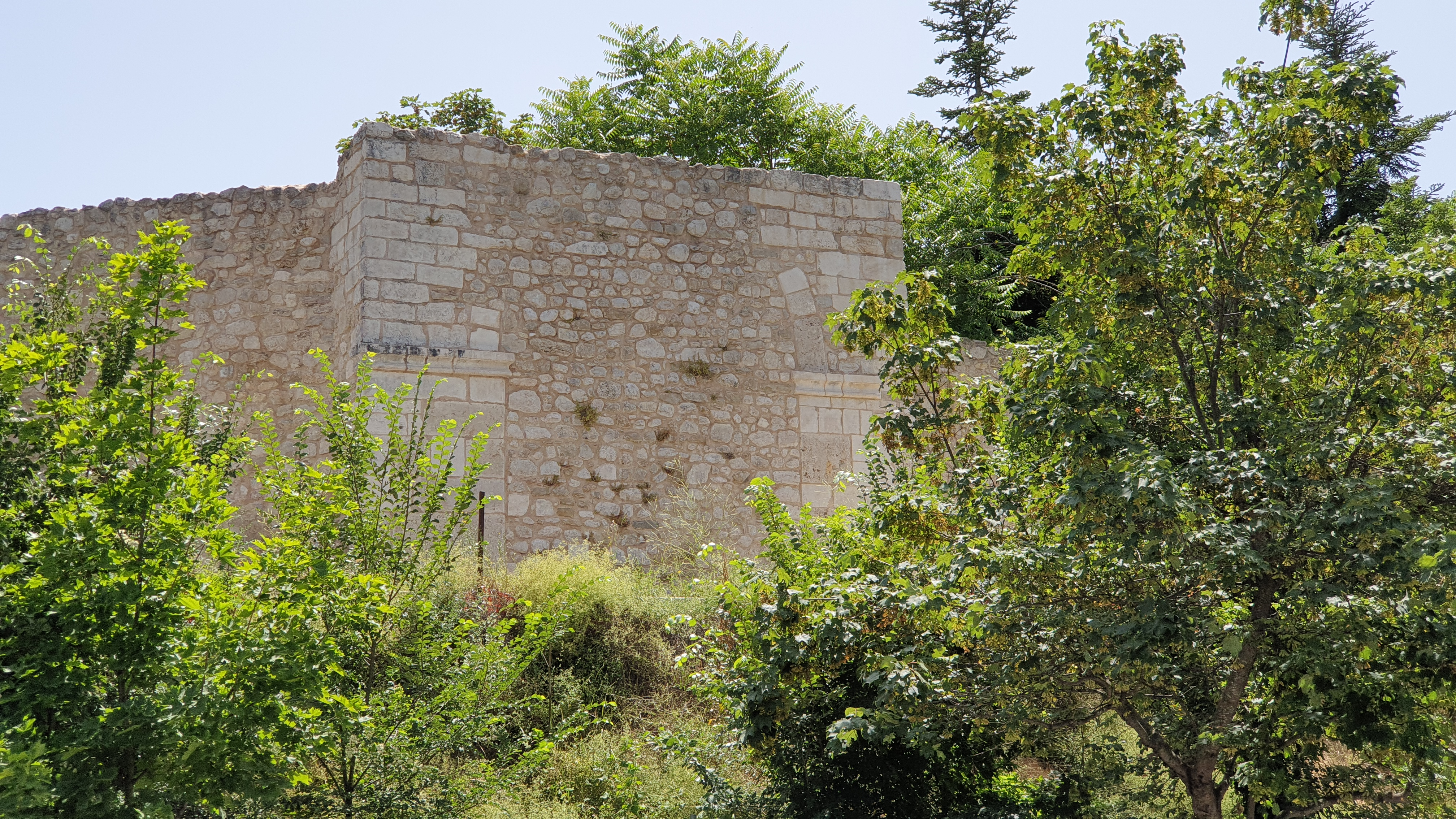
Porta Romana.

Porta di riferimento della zona di Pile, è posta all'estremità meridionale della diramazione di sud-ovest di via Sassa. Spesso confusa con Porta Barete, era situata al confine tra i territori di Civitatomassa e Preturo, ma è considerata chiusa già dal XVIII secolo; nel XIX secolo l'apertura di Porta della Stazione ne ha consolidato il declino. La porta è attualmente visibile da viale XXV Aprile.

##### Porta Pilese
Porta Pilese era un'antica porta posta poco a sud di Porta Barete, all'estremità naturale di via Sassa. I suoi resti sono ancora visibili nella parte interna della cinta muraria. La porta consentiva l'accesso agli orti di Margherita d'Austria.
Compare nella Pianta dell'Aquila del Fonticulano del 1575 oltre alle 12 porte principali ed a Porta Barisciano, ma non è presente nelle cartografie successive per cui è presumibile la sua demolizione nel XVI secolo; altri ritengono invece che venne inserita per errore nella pianta del Fonticulano come doppione di Porta Romana.

## Forte spagnolo

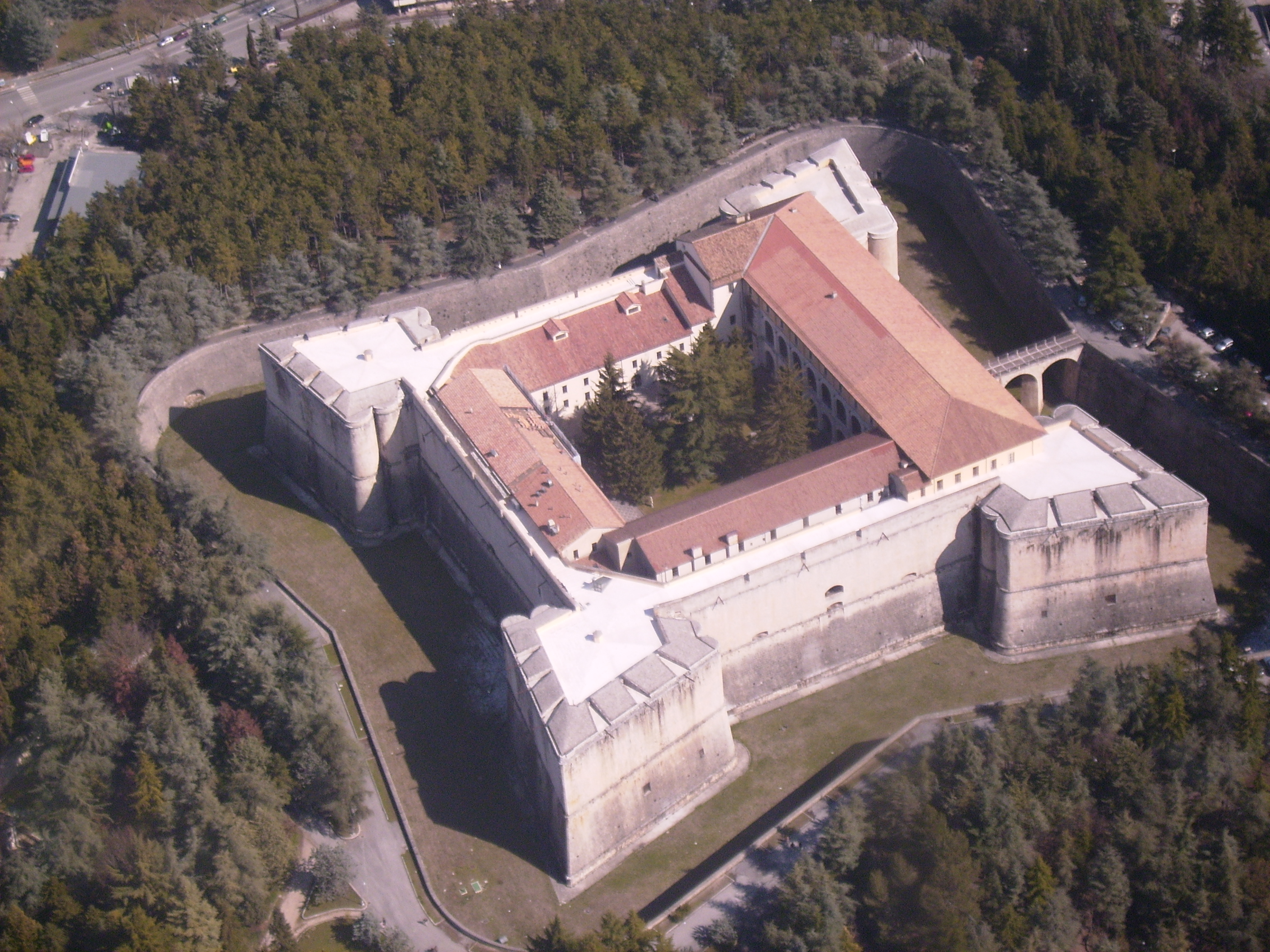
Forte spagnolo

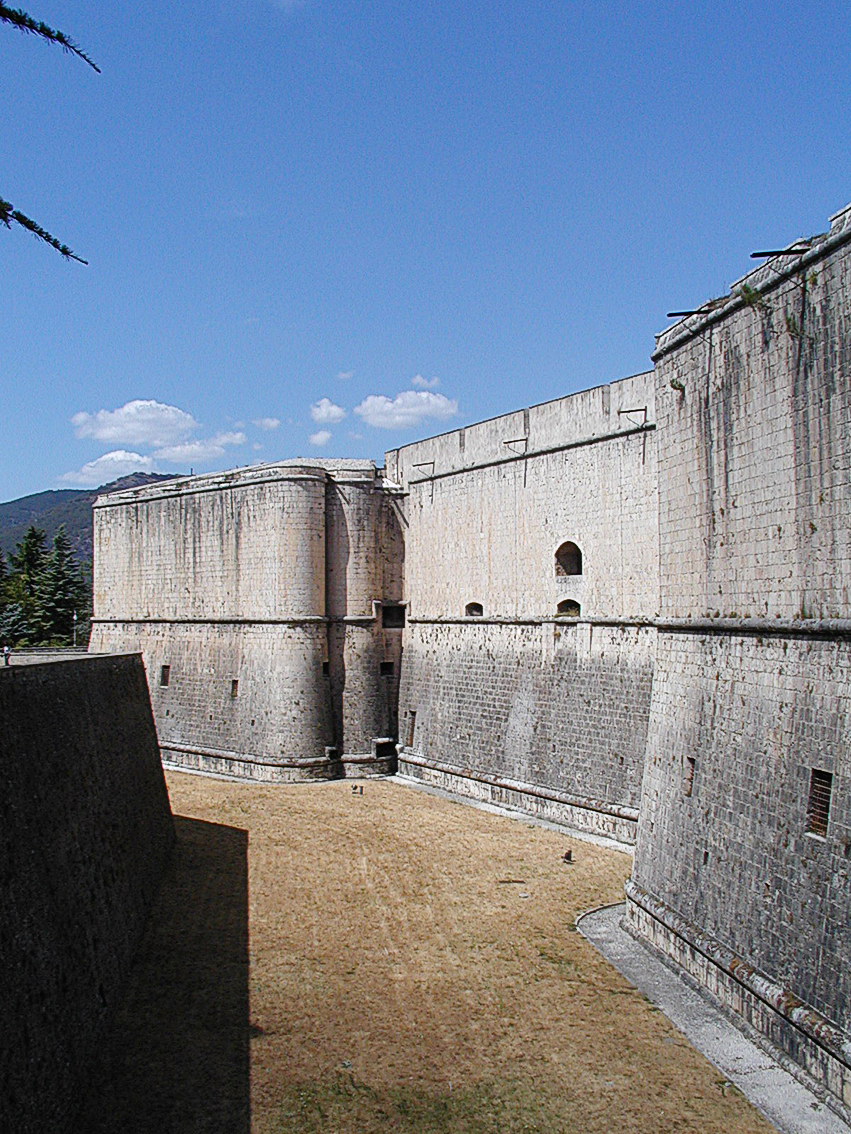
Particolare del fossato e dei bastioni del Forte spagnolo.

Il Forte spagnolo è parte integrante delle mura dell'Aquila. Il perimetro esterno del fossato costituisce la cinta muraria del quadrante nord-est, nel tratto compreso tra le oggi demolite Porta Paganica e Porta Barisciano. La sua realizzazione, avvenuta tra il 1534 ed il 1567 ad opera dell'architetto Pedro Luis Escrivà, è inserita in un più ampio progetto di difesa del confine settentrionale del Regno di Napoli (e di controllo del commercio sulla via degli Abruzzi) ma segue anche una logica di
protezione interna, cioè diretta verso la città.
La struttura si compone di un nucleo centrale quadrato caratterizzato da quattro bastioni angolari di forma lanceolata, appositamente progettati per resistere autonomamente ad eventuali assedi nemici, collegati alla cortina tramite doppie sporgenze. Il Forte, alto circa 30 metri con mura spesse tra i cinque ed i dieci metri, è rivestito esternamente in travertino, contornato da un ampio fossato e quindi da una nuova cerchia muraria che insiste sulle mura cittadine.
L'accesso avviene tramite un maestoso portale in pietra bianca sormontato dall'aquila bicipite, simbolo della Casa d'Austria; il collegamento con l'esterno è garantito da un ponte in pietra, sostituzione di un più antico ponte retraibile in legno, distrutto nel 1883.
Quello in corrispondenza del Forte spagnolo è anche il punto più alto dell'intera cinta muraria, essendo posto ad una quota di circa 736 metri s.l.m.

## Borgo Rivera

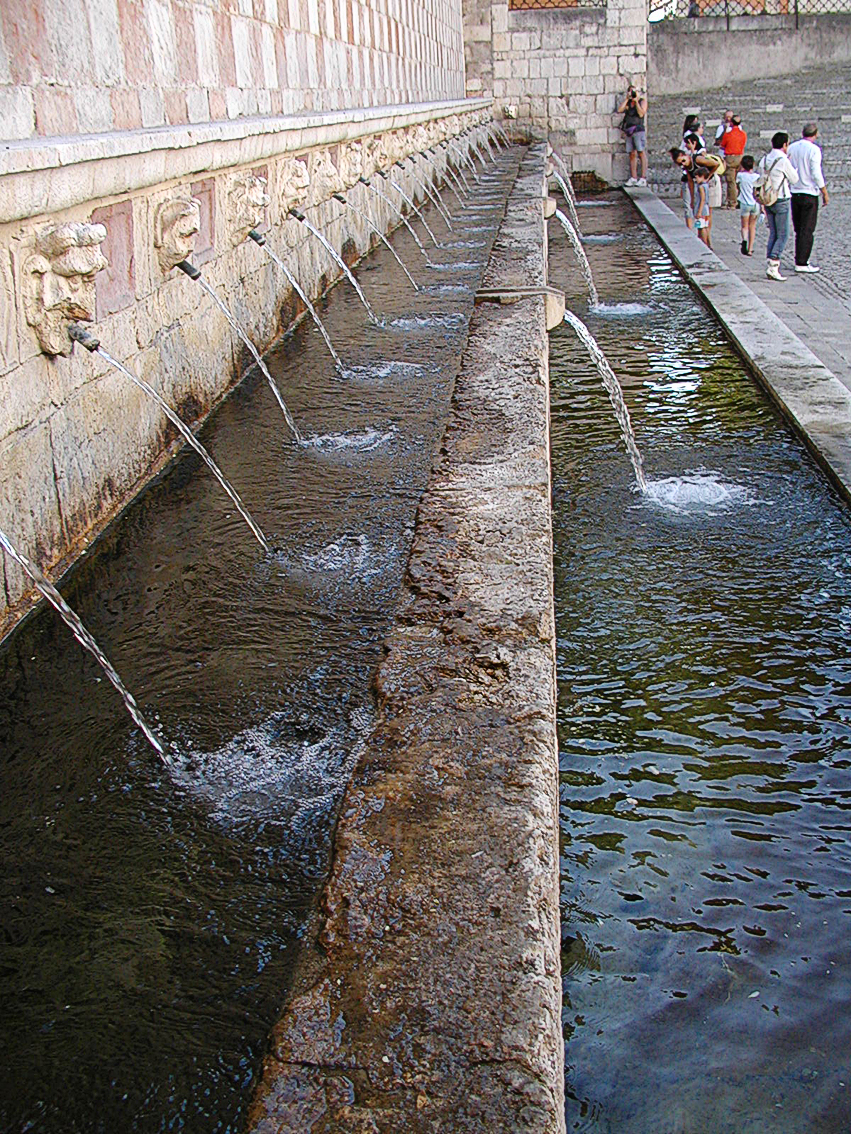
Le 99 cannelle, presso il villaggio originario di Acculi

Borgo Rivera è una piccola piazzola (piazza Tornimparte), che si trova dentro le mura, accessibile da Porta Rivera (via Tancredi da Pentima). Tuttavia esso di determinante importanza per la storia delle nascita della città, dei quarti storici della città, è compreso nel Quarto di San Giovanni.
Con il diploma del 1254 di Corrado IV di Svevia, il sito di fondazione della primitiva città fu presso "Acculi" o Acquilio, dal nome di uno dei castelli fondatori che stava appena dopo il fiume di Roio. Acculi è uno dei villaggi preesistenti la fondazione, insieme a Sant'Anza (Quarto San Pietro), La Torre (Quarto Santa Giusta) e Pile, viene citata per la prima volta dalle lettere di papa Gregorio IX il 27 luglio 1229, quando Acculi fu scelta come luogo ideale per la costruzione. Il nome deriverebbe dalla ricca presenza di falde acquifere presso quest'area, dove oggi sorge il sobborgo dell rivera, e in particolar modo la struttura del 1272 della fontana delle 99 cannelle, eretta da Tancredi di Pentima. In sostanza L'Aquila nacque proprio da questo piccolo borgo, successivamente compreso in questo Quarto.

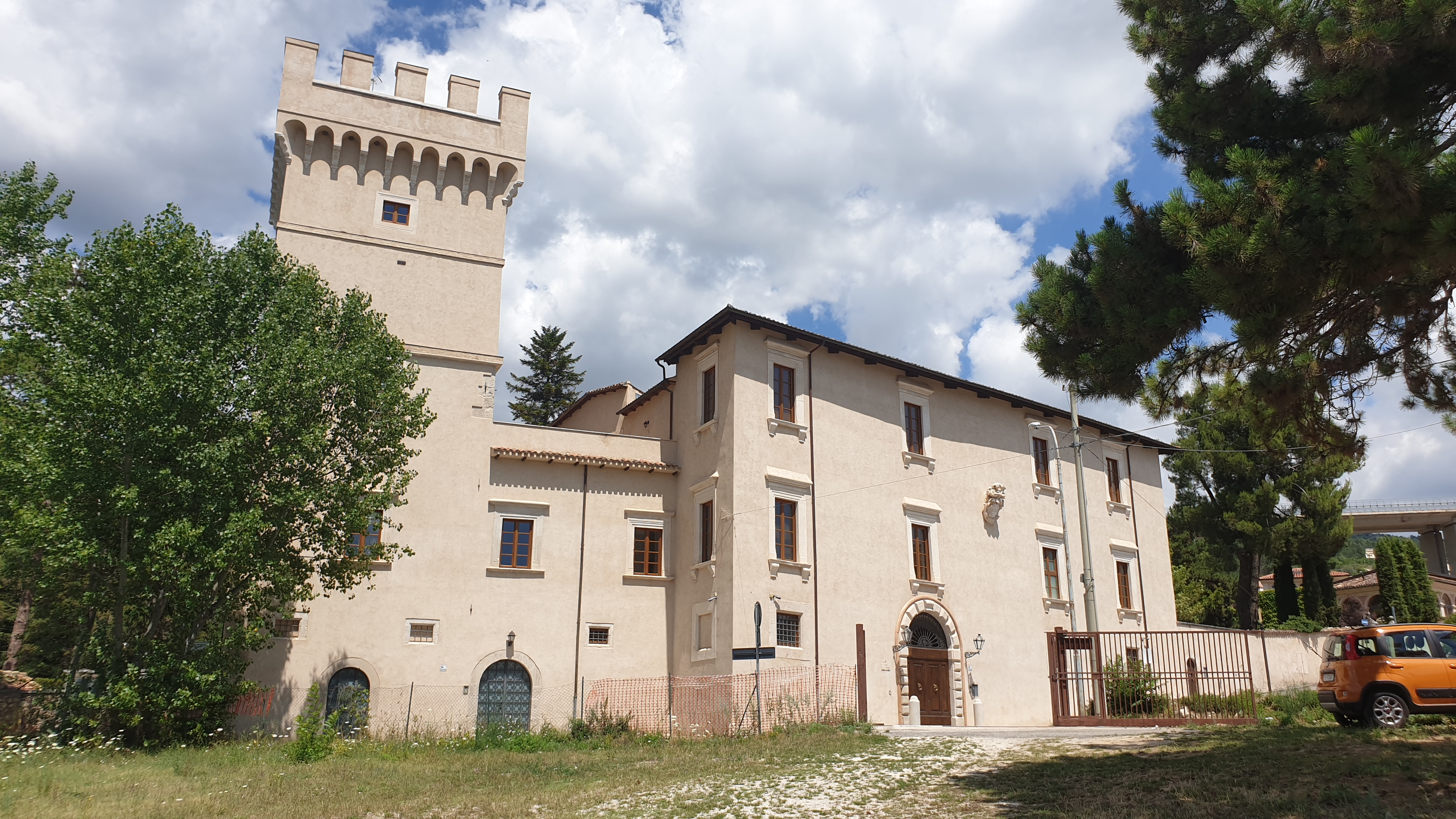
Il palazzo-castello Rivera, nel quartiere San Sisto

E dunque il mito dell'aquila reale, che sì andò a rappresentare il gonfalone cittadino, ma solo dal periodo angioino, benché l'aquila facesse parte anche degli stemmi svevi, è definitivamente sfatato. Venne costruita la chiesa prepositurale di Santa Maria di Acculi nel 1095, la concessione del territorio rimaneva sotto il governo imperiale; altri edifici preesistenti nell'area, e tuttora in loco, erano la chiesa di Santa Chiara d'Acquili, dove nel XIII secolo si insediarono le monache Francescane, poi la chiesa-torre di Santo Spirito dei figli nati bastardi, sotto via XX Settembre. La caratteristica strategica del luogo era data anche dal tracciato dell'antica via Claudia Nova, presso il fiume Aterno.
Tuttavia il primitivo nucleo si sviluppò soltanto dopo la ricostruzione della città nel 1265-67 da parte di Carlo I d'Angiò, dato che le mura e le case erano state rase al suolo dalla furia di re Manfredi di Svevia nel 1259. I Quarti veri e propri (anche quelli di San Giorgio, Santa Maria e San Pietro) andarono costituendosi dentro una cinta muraria molto ampia, terminata nel 1316, solo con Carlo I, il quarto di San Giovanni venne colonizzato dai confocolieri e dai castellani di Sassa, Roio, Pianola, Rocca Santo Stefano, Tornimparte, Machilone, Rocca di Corno e Lucoli, per citare i più importanti. Presso l'attuale Piazza San Marciano venne eretta la chiesa capoquartiere di San Giovanni di Lucoli, in riferimento all'abbazia di San Giovanni Battista presente sopra il colle di Lucoli.
A ridosso della cinta, si trova il Piazzale Tornimparte, con la struttura dell'ex mattatoio del 1934, oggi nuova sede del Museo nazionale d'Abruzzo (in loco ad interim dal 2015), la struttura della chiesa di San Vito della Rivera, fondata dai castellani di Tornimparte, come dimostra la presenza di un'omonima chiesa presso la contrada di Colle San Vito. Il rione è molto famoso per la presenza della fontana delle 99 cannelle, edificata nel 1272 dallo scultore Tancredi da Pentima (Corfinio), il quale celebra con 99 mascheroni (anche se oggi sono 93) le allegorie dei castelli che fondarono la città nel 1254.
Il sobborgo dal piazzale sale attraverso via Santo Spirito, dove si trova una "grancia" dei Padri Celestini, la cosiddetta chiesa-torre di Santo Spirito dei Bastardi; la strada si riallaccia a via XX Settembre (anticamente via e ponte Sant'Apollonia, dal nome della vicina chiesa di S. Maria delle Buone Novelle con annessa cartiera). La storica chiesa di Santa Maria d'Acculi corrisponde al monastero delle Clarisse di Santa Chiara, presso via XX Settembre.
Altre chiese nel rione, sono l'ex monastero di San Bernardo e la chiesa grancia di Santo Spirito dei Celestini,  detta anche San Giacomo.